# تپه آقابنده
تپه آقابنده مربوط به دوران‌های تاریخی پس از اسلام است و در شهرستان املش، بخش مرکزی، روستای نارنج داربن واقع شده و این اثر در تاریخ ۲ آبان ۱۳۸۲ با شمارهٔ ثبت ۱۰۶۲۵ به‌عنوان یکی از آثار ملی ایران به ثبت رسیده است.